# Paula Alós
Paula Alós (Mataró, 9 d'agost de 2006) és una presentadora de televisió i creadora de contingut audiovisual catalana. Es va donar a conèixer amb 10 anys d'edat per participar en l'any 2016 a la 4a edició del programa Masterchef Junior on es va proclamar guanyadora.
Des de petita va interessar-se pel mon de la cuina. Va aprendre de la seva mare que regentava un bar a Mataró. El do per la cuina la va porta a continuar en el mon de l'entreteniment i la gastronomia. Va seguir cuinant davant de les càmeres presentat el programa Manduka i el concurs Manduka Family al SX3. També va presentar el programa de Disney Channel España "Un, dos, ¡chef!" juntament amb Canco Rodríguez. Té més de 121.000 seguidors a Instagram. També ha escrit diversos llibres.